# Scaeva latimaculata
Scaeva latimaculata är en tvåvingeart som först beskrevs av Enrico Adelelmo Brunetti 1923.  Scaeva latimaculata ingår i släktet glasvingeblomflugor, och familjen blomflugor. Inga underarter finns listade i Catalogue of Life.